# Handkar

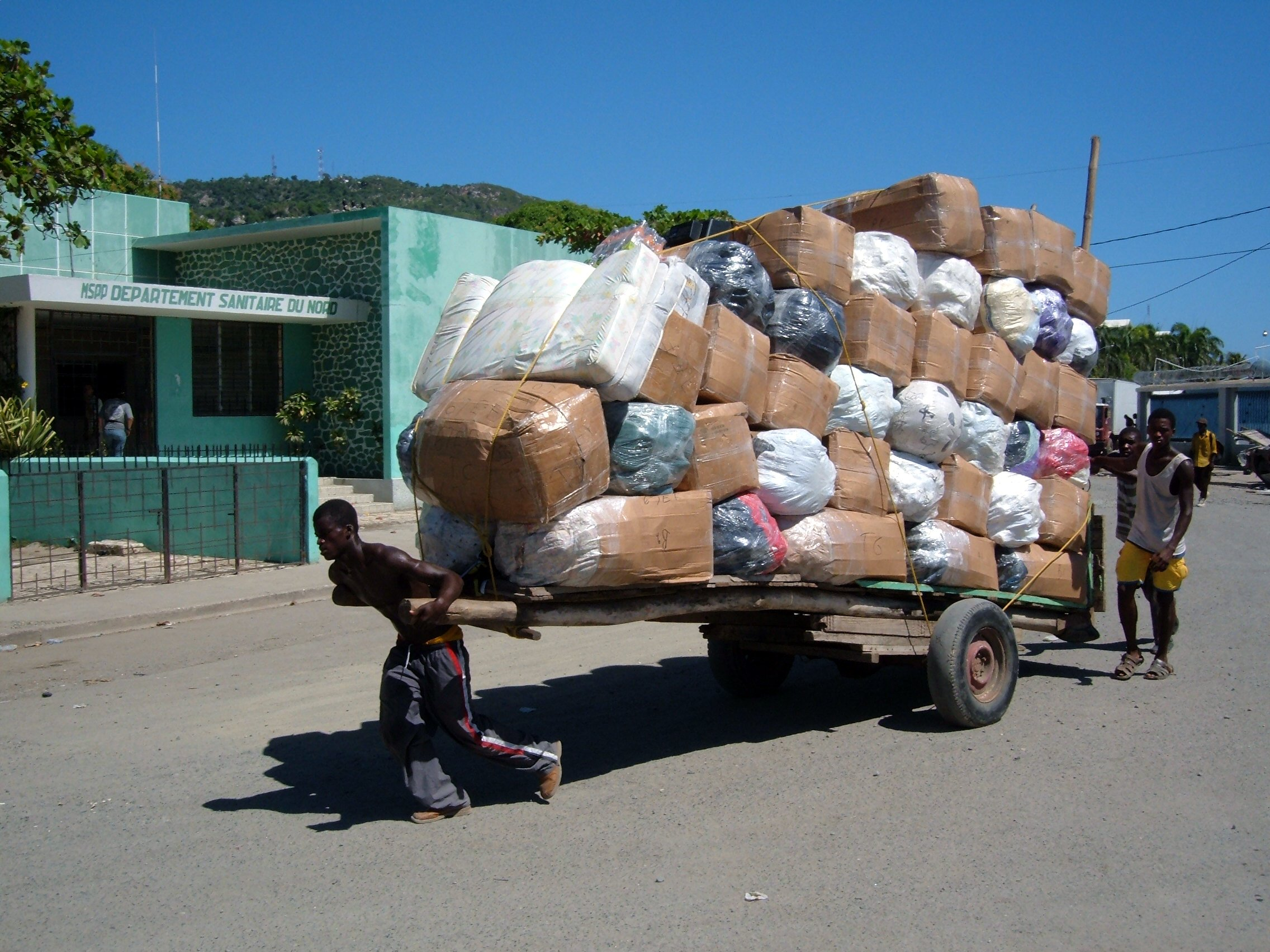
Een handkar in gebruik op Haïti

Een Belgisch verbodsbord voor handkarren

Een handkar is een tweewielig vervoermiddel dat door een persoon wordt voortbewogen. Een kar kan daarbij hetzij getrokken, hetzij geduwd worden. In het laatste geval spreekt men wel van een stootkar. Ook een steekkar, veel in gebruik bij verhuizingen, is in wezen een soort geduwde handkar.
Een voorbeeld van een vierwielige door een persoon getrokken wagen is de bolderkar. Een eenwielige handkar wordt een kruiwagen genoemd.
Het gebruik van handkarren bestaat al sedert millennia, ze zijn onder meer bekend vanuit de Indusbeschaving en de Egyptische cultuur. Ook tegenwoordig zijn er tal van typen handkarren in uiteenlopende culturen in gebruik.
De getrokken kar heeft gewoonlijk twee stangen, de geduwde kar heeft één of twee stangen, of een beugel. De handkarren werden en worden voor tal van doeleinden gebruikt, niet alleen voor het vervoer van lasten, maar ook als een mobiele negotie (bakkerskar, ijskar, draaiorgel). Latere ontwikkelingen zijn de bakfiets en de hondenkar.

## Verdwijnen van de handkar uit het straatbeeld
Na de Tweede Wereldoorlog is de handkar in Nederland en België geleidelijk uit het straatbeeld verdwenen. De opkomst van betaalbare gemotoriseerde alternatieven, waarmee zonder fysieke inspanning meer lading vervoerd kon worden, was hiervan de oorzaak, ook indirect omdat het verkeer steeds drukker en sneller werd en het daardoor steeds gevaarlijker werd voor iemand om met een handkar door de straten te gaan om waren te verkopen. In de jaren '60 van de twintigste eeuw zijn de meeste handkarren vervangen door bestelbusjes en kleine vrachtauto's. Deze trend werd in minder welvarende landen later ingezet.

## Afbeeldingen

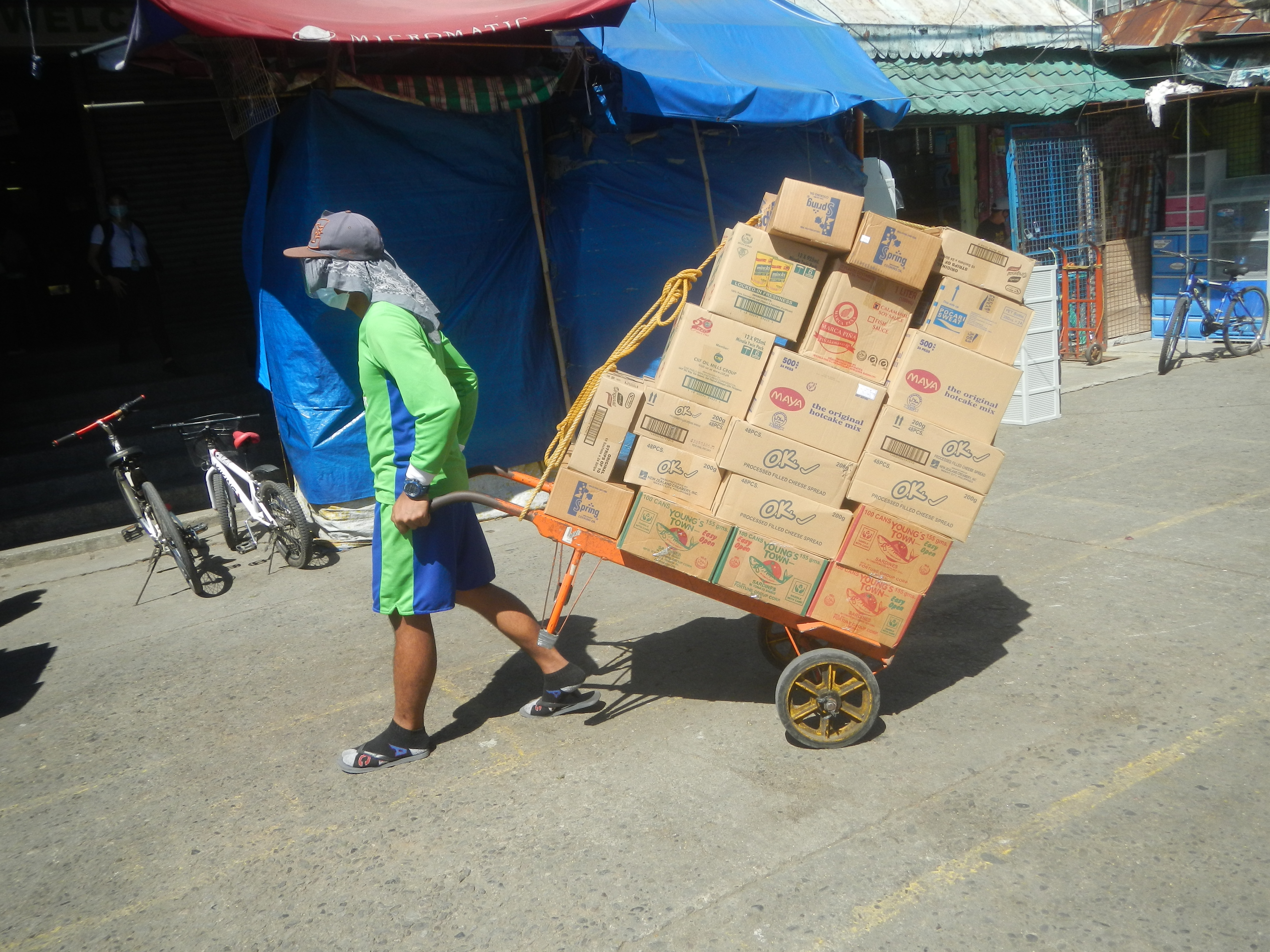
Handkar op de Filipijnen
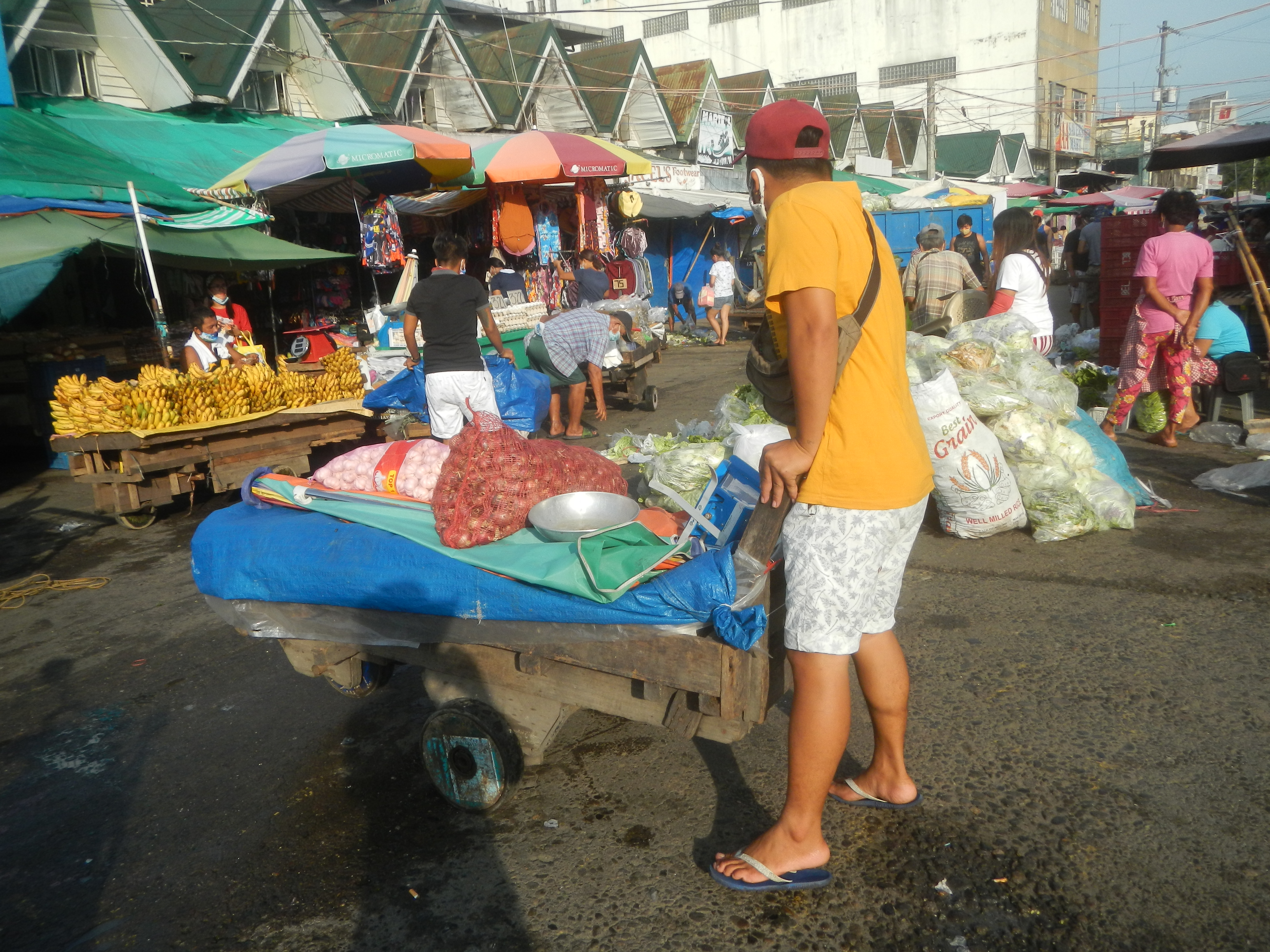
Handkar op de Filipijnen